# 1546 год
1546 (ты́сяча пятьсо́т со́рок шесто́й) год  по юлианскому календарю — невисокосный год, начинающийся в пятницу. Это 1546 год нашей эры, 6‑й год 5‑го десятилетия XVI века 2‑го тысячелетия, 7‑й год 1540‑х годов. Он закончился 479 лет назад.
| Пн | Вт | Ср | Чт | Пт | Сб | Вс |
|    |    |    |    | 1  | 2  | 3  |
| 4  | 5  | 6  | 7  | 8  | 9  | 10 |
| 11 | 12 | 13 | 14 | 15 | 16 | 17 |
| 18 | 19 | 20 | 21 | 22 | 23 | 24 |
| 25 | 26 | 27 | 28 | 29 | 30 | 31 |

| Пн | Вт | Ср | Чт | Пт | Сб | Вс |
| 1  | 2  | 3  | 4  | 5  | 6  | 7  |
| 8  | 9  | 10 | 11 | 12 | 13 | 14 |
| 15 | 16 | 17 | 18 | 19 | 20 | 21 |
| 22 | 23 | 24 | 25 | 26 | 27 | 28 |

| Пн | Вт | Ср | Чт | Пт | Сб | Вс |
| 1  | 2  | 3  | 4  | 5  | 6  | 7  |
| 8  | 9  | 10 | 11 | 12 | 13 | 14 |
| 15 | 16 | 17 | 18 | 19 | 20 | 21 |
| 22 | 23 | 24 | 25 | 26 | 27 | 28 |
| 29 | 30 | 31 |    |    |    |    |

| Пн | Вт | Ср | Чт | Пт | Сб | Вс |
|    |    |    | 1  | 2  | 3  | 4  |
| 5  | 6  | 7  | 8  | 9  | 10 | 11 |
| 12 | 13 | 14 | 15 | 16 | 17 | 18 |
| 19 | 20 | 21 | 22 | 23 | 24 | 25 |
| 26 | 27 | 28 | 29 | 30 |    |    |

| Пн | Вт | Ср | Чт | Пт | Сб | Вс |
|    |    |    |    |    | 1  | 2  |
| 3  | 4  | 5  | 6  | 7  | 8  | 9  |
| 10 | 11 | 12 | 13 | 14 | 15 | 16 |
| 17 | 18 | 19 | 20 | 21 | 22 | 23 |
| 24 | 25 | 26 | 27 | 28 | 29 | 30 |
| 31 |    |    |    |    |    |    |

| Пн | Вт | Ср | Чт | Пт | Сб | Вс |
|    | 1  | 2  | 3  | 4  | 5  | 6  |
| 7  | 8  | 9  | 10 | 11 | 12 | 13 |
| 14 | 15 | 16 | 17 | 18 | 19 | 20 |
| 21 | 22 | 23 | 24 | 25 | 26 | 27 |
| 28 | 29 | 30 |    |    |    |    |

| Пн | Вт | Ср | Чт | Пт | Сб | Вс |
|    |    |    | 1  | 2  | 3  | 4  |
| 5  | 6  | 7  | 8  | 9  | 10 | 11 |
| 12 | 13 | 14 | 15 | 16 | 17 | 18 |
| 19 | 20 | 21 | 22 | 23 | 24 | 25 |
| 26 | 27 | 28 | 29 | 30 | 31 |    |

| Пн | Вт | Ср | Чт | Пт | Сб | Вс |
|    |    |    |    |    |    | 1  |
| 2  | 3  | 4  | 5  | 6  | 7  | 8  |
| 9  | 10 | 11 | 12 | 13 | 14 | 15 |
| 16 | 17 | 18 | 19 | 20 | 21 | 22 |
| 23 | 24 | 25 | 26 | 27 | 28 | 29 |
| 30 | 31 |    |    |    |    |    |

| Пн | Вт | Ср | Чт | Пт | Сб | Вс |
|    |    | 1  | 2  | 3  | 4  | 5  |
| 6  | 7  | 8  | 9  | 10 | 11 | 12 |
| 13 | 14 | 15 | 16 | 17 | 18 | 19 |
| 20 | 21 | 22 | 23 | 24 | 25 | 26 |
| 27 | 28 | 29 | 30 |    |    |    |

| Пн | Вт | Ср | Чт | Пт | Сб | Вс |
|    |    |    |    | 1  | 2  | 3  |
| 4  | 5  | 6  | 7  | 8  | 9  | 10 |
| 11 | 12 | 13 | 14 | 15 | 16 | 17 |
| 18 | 19 | 20 | 21 | 22 | 23 | 24 |
| 25 | 26 | 27 | 28 | 29 | 30 | 31 |

| Пн | Вт | Ср | Чт | Пт | Сб | Вс |
| 1  | 2  | 3  | 4  | 5  | 6  | 7  |
| 8  | 9  | 10 | 11 | 12 | 13 | 14 |
| 15 | 16 | 17 | 18 | 19 | 20 | 21 |
| 22 | 23 | 24 | 25 | 26 | 27 | 28 |
| 29 | 30 |    |    |    |    |    |

| Пн | Вт | Ср | Чт | Пт | Сб | Вс |
|    |    | 1  | 2  | 3  | 4  | 5  |
| 6  | 7  | 8  | 9  | 10 | 11 | 12 |
| 13 | 14 | 15 | 16 | 17 | 18 | 19 |
| 20 | 21 | 22 | 23 | 24 | 25 | 26 |
| 27 | 28 | 29 | 30 | 31 |    |    |

## События
- 1493—1593 — Столетняя хорватско-османская война. Серия вооружённых конфликтов между Королевством Хорватия и Османской империей[1].
- 1507—1622 — Португало-персидская война. Ряд вооружённых конфликтов между колониалистской Португалией и вассальным Ормузом, с одной стороны, и Сефевидской империей, поддерживаемой англичанами, с другой[2].
- 1511—1641 — Малайско-португальская война. Вооружённый конфликт XVI-XVII веков, в котором Малаккский султанат при поддержке империи Мин, Голландской Ост-Индской компании (с 1607) и Джохора безуспешно сопротивлялся Португальской империи, стремившейся захватить Малакку и установить контроль над торговлей между Индией и Китаем[3].
- 1514—1555 — Турецко-персидская война[4].
- 1538—1557 — Португало-турецкая война[5].

- 1540—1547 — Австро—турецкая война[6].
- 1541—1546 — испанцы завоёвывают Юкатан, подавив героическое сопротивление майя.
- 1542—1546 — закончилась Итальянская война[7].
- 1543—1546 — закончилась Англо-французская война[8].
  - Октябрь 1544—июнь 1546 — осада Булони[8].
  - 8 июня — унизительный мир для Франции. В течение восьми лет Франция обязывалась выплатить почти два миллиона золотых экю в обмен на возвращение Булони. Кроме того, французы обещали содействовать установлению мира с Шотландией[8].
- 1543—1551 — война Грубое сватовство[9].
- 1545—1563 — Тридентский собор католической церкви. Утвердил догматы о первородном грехе, чистилище. Один из важнейших соборов в истории Католической церкви. Собрался, чтобы дать ответ движению Реформации. Считается отправной точкой Контрреформации[10].
  - 8 апреля — 4-я сессия Собора. Рассмотрена концепция Священного Писания, произошло подтверждение латинского перевода Библии («Вульгаты») и принятие второканонических книг в Библию[10].
  - 7 июня — 5-я сессия Собора. Рассмотрена концепция Первородного греха[10].
- 1546—1547 — началась Шмалькальденская война — первый крупный военный конфликт между католиками и протестантами[11].
  - Сентябрь — осада Ингольштадта[12].
- Ландтаг Ливонии в Валмиере принял постановление, что избрание коадъюторов (заместителей и преемников магистра, а также епископов) поставлено в зависимость от одобрения всех правителей. Начало вооружённого конфликта между орденом и рижским архиепископом, поддержанным Польшей («коадъюторская распря»).
- Таможенный тариф в Испании. Поощрял ввоз иностранных товаров и вывоз сырья.
- Республиканский заговор в Лукке во главе с Франческо Бурламакки. Бурламакки схвачен и казнён.
- Присоединение к Турции Басры и Лахсы (юго-запад побережья Персидского залива), а также Йемена.
- Конголезцам удаётся изгнать племена яга.
- Юсуф, будущий бей Ногайской Орды, помог свергнутому хану Сафа-Гирею (женат на Сююмбике, дочери Юсуфа), захватить Казань и вновь вернуться к власти, послав на помощь своего сына Юнуса с ногайским войском. Встретив отказ Сафа-Гирея предоставить Юнусу (родоначальник князей Юсуповы) пост главного военачальника Казанского ханства, отец и сын прекратили отношения с ним[13].
- Микеланджело назначается главным архитектором Собора Святого Петра в Ватикане.

### Крымское ханство
- Сагиб I Гирей способствовал повторному воцарению в Казанском ханстве Сафа-Гирея, обеспечил наследование казанского престола его сыном Утемыш-Гирей (1549-1551)[14].
- Зима 1546/1547 (по другим данным зимой 1548/1549)  —  Сагиб I Гирей разгромил и полностью истребил ногаев во главе с Али-мурзой[14].
- Сагиб I Гирей совершил поход на Астраханское ханство, захватил Хаджи-Тархан, вывел местное население в свои улусы[14].

## Русское государство
Правление: 1533—1584 — Иван IV Васильевич Грозный
- Январь — в Казанском ханстве свергнут Сафа-Гирей,  а отряды крымцев бежавших из Казани, были разбиты русскими сторожами на Каме при попытке прорваться в Крымское ханство[15].
  - Сафа-Гирей при поддержке крымских, нагайских и астраханских татар пытался силою вернуть себе казанский трон, но неудачно[15].
  - Лето — Боярская Дума во главе с царём принимает решение о постановлении на Казанское ханство Шах-Али[16].
  - Июнь—июль — Казанским ханом вновь стал про российско настроенный Шах-Али, которому казанцы принесли присягу, одновременно присягнув и великому московскому князю Ивану IV Васильевичу[15].
- 6 мая —  август — Иван Грозный, получив известие о готовящемся крымском походе на Русь, по дороге в Коломну, совершил единственный богомольный поход в Николо-Угрешский монастырь, приплыв туда на судах. С богомолья отправился на судах к Коломне, где простоял до августа, когда был уведомлен от отказе крымского хана идти в поход[17].
- Иван Грозный вместе с братом Юрием и Владимиром Старицким едет в Великий Новгород и Псков. Посещает Псковско-Печёрский, Тихвинский и Кириллов монастыри, жалуя им деревни[18].
  - 10 декабря — Иван Грозный возвращается из поездки в Москву[18].
- Конец года — в Москву направились посланцы от местной знати Горной стороны Казанского ханства (черемисов и чувашей) с просьбой к Ивану IV "послать рать на Казань" и с обещанием, что "они с воеводами государю служить хотят"[15].
  - Зима 1546/1547 — Иван Грозный посылает Александра Борисовича Горбатого в поход к Казани, к устью Свияги[18].
  - К России присоединены чуваши и марийцы, населявшие правый берег Волги.
  - Конец 1546—март 1549 — очередная междоусобица в Казани привела к бегству Шах-Али и новому воцарению Сафа-Гирея (ум. 1549). Сторонники про русской ориентации казнены. Диван сформирован только из крымских и про крымских настроенных татар, а также видимо из нагайцев[15].
- Лето — нарастающие противоречия и напряжение в придворной элите, привели к казням видных членов Боярской думы (см. январь 1547 года)[19].
- На службу великому князю выехали родоначальники дворянских родов: Мордвиновы (одна ветвь возведена в графское состояние), Карамышевы и Постельниковы[20].
- Царский указ о строительстве крепости в Михайлове (построена в 1551 году)[21].
- Впервые в царских грамотах упоминается дворцовое село Кимра (сов. г. Кимры)[22].

## Начало правления
См.также: Список глав государств в 1546 году

## Наука и искусство
- Себастьяно Серлио публикует в Антверпене свой труд об архитектурных памятниках древности, где, среди прочего, даёт первое современное изображение Сфинкса.

## Родились

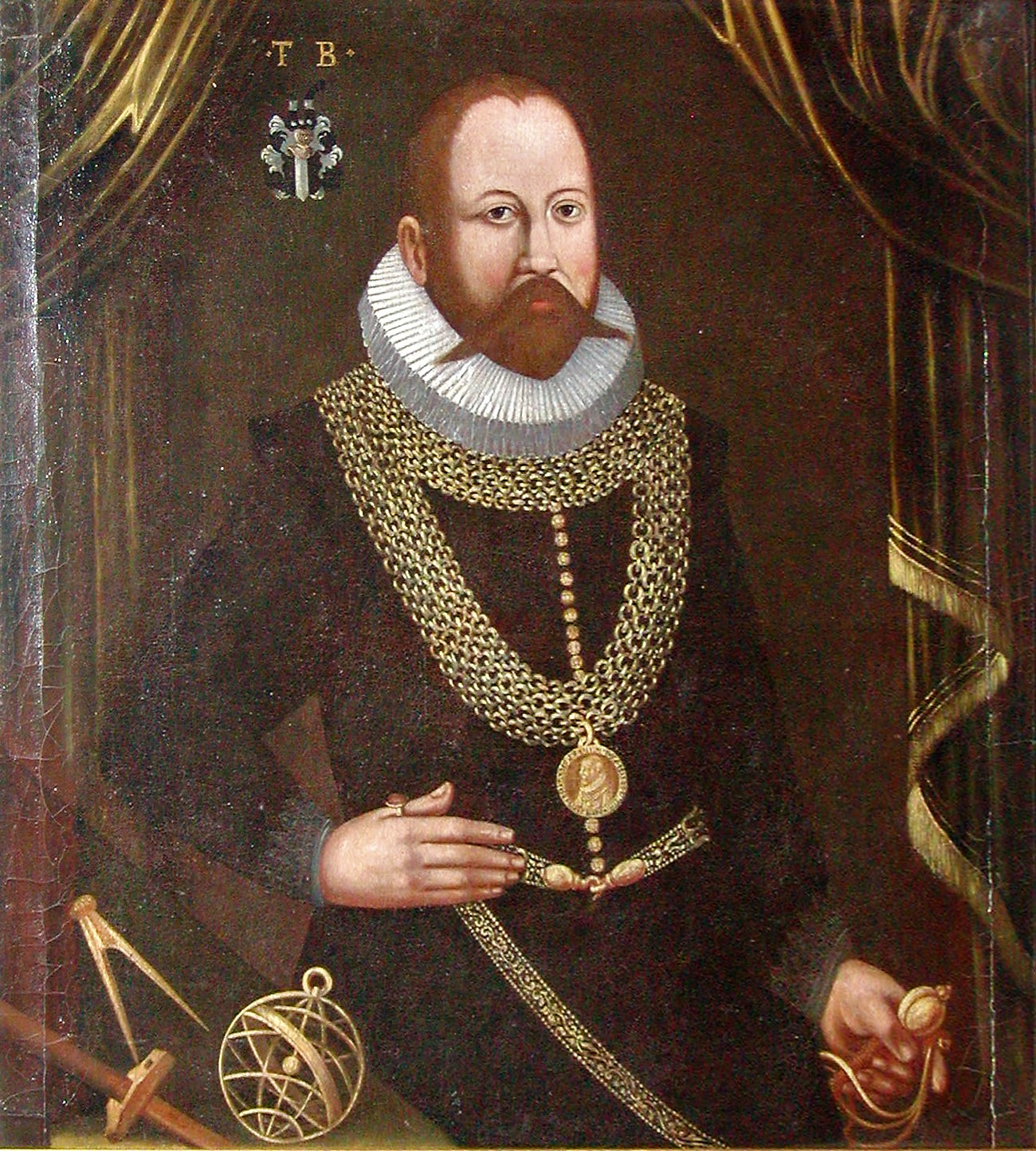
Портрет Тихо Браге

См. также: Категория:Родившиеся в 1546 году
- 14 декабря — Тихо Браге, датский астроном, астролог и алхимик эпохи Возрождения.
- Мурад III — двенадцатый султан Османской империи.
- Каччини, Джулио — итальянский композитор и певец.
- Спрангер, Бартоломеус — фламандский художник.
- Такэда Кацуёри — самурай, полководец средневековой Японии.

## Скончались

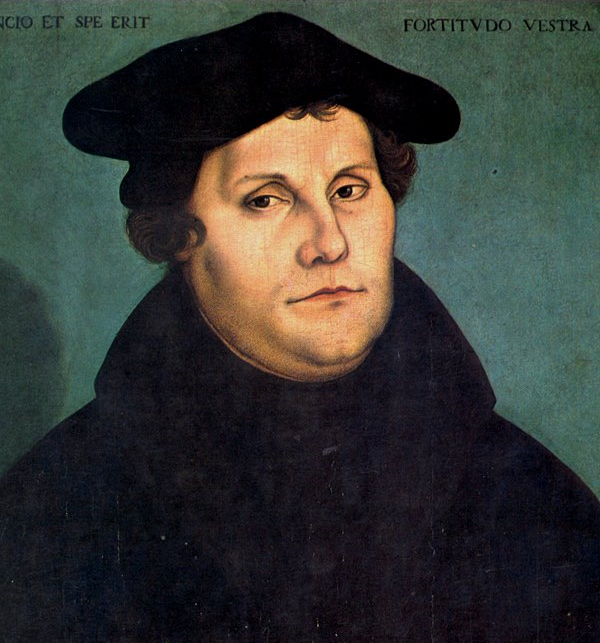
Портрет Мартина Лютера

См. также: Категория:Умершие в 1546 году
- 18 февраля — Мартин Лютер, инициатор Реформации.
- Витория, Франсиско де — испанский философ, богослов, один из основных представителей Саламанской школы в схоластике.
- Орельяна, Франсиско де — испанский путешественник и конкистадор, первооткрыватель Амазонки.
- Романо, Джулио — итальянский живописец и архитектор.
- Сангалло, Антонио да — флорентийский архитектор эпохи Высокого Возрождения.
- Хайр-ад-Дин Барбаросса — турецкий флотоводец и вельможа.
- Смерть Эрнста, герцога Люнебургского, основавшего ветви Брауншвейг-Вольфенбюттель и Брауншвейг-Люнебург.